# Ceylon az 1956. évi nyári olimpiai játékokon
Ceylon az ausztráliai Melbourne-ben és a svédországi Stockholmban megrendezett 1956. évi nyári olimpiai játékok egyik részt vevő nemzete volt. Az országot az olimpián 2 sportágban 3 sportoló képviselte, akik érmet nem szereztek.

## Atlétika
Férfi
| Versenyző                    | Versenyszám | Selejtező | Selejtező | Döntő    | Döntő    |
| Versenyző                    | Versenyszám | Eredmény  | Helyezés  | Eredmény | Helyezés |
| ---------------------------- | ----------- | --------- | --------- | -------- | -------- |
| Nágalingam Ethirvíraszingham | Magasugrás  | 192 cm    | 20.       | 186 cm   | =21.     |

## Ökölvívás
| Versenyző              | Versenyszám | 32-es főtábla         | Nyolcaddöntő                | Negyeddöntő       | Elődöntő          | Döntő             | Helyezés |
| Versenyző              | Versenyszám | Ellenfél Eredmény     | Ellenfél Eredmény           | Ellenfél Eredmény | Ellenfél Eredmény | Ellenfél Eredmény | Helyezés |
| ---------------------- | ----------- | --------------------- | --------------------------- | ----------------- | ----------------- | ----------------- | -------- |
| Hempala Jayasuriya     | Harmatsúly  | Robert Bath (AUS) · V | kiesett                     | kiesett           | kiesett           | kiesett           | 17.      |
| Chandrasena Jayasuriya | Könnyűsúly  | erőnyerő              | Richard McTaggart (GBR) · V | kiesett           | kiesett           | kiesett           | 9.       |